# Город бога: Борьба продолжается
«Город бога: Борьба продолжается» (порт. Cidade de Deus: A Luta Não Para) — бразильский телесериал, премьера которого состоялась на платформе Max в августе 2024 года. Сериал является продолжением фильма «Город Бога» (2002), адаптированного Браулио Мантовани по роману Пауло Линса. В работе над шоу приняли участие Фернанду Мейреллиш и Андреа Барата Рибейро — сорежиссер и продюсер первого «Города бога». Главные роли исполнили: Александр Родригес, Тьяго Мартинс, Роберта Родригес, Сабрина Роза, Маркос Палмейра и Андрея Орта.

## Сюжет
Действие сериала происходит спустя два десятилетия после событий оригинального фильма. Уилсон «Рокет» Родригес добивается своей цели и становится фотожурналистом. Он возвращается в родные фавелы, чтобы заняться фоторепортажами о происходящих там событиях: стычками между наркоторговцами, полицией, ополченцами и политиками с целью обратить внимание власть имущих на жизнь местного населения.

## В ролях
- Александр Родригес — Уилсон «Рокет» Родригес
- Тьяго Мартинс — Лампиао
- Роберта Родригес — Беренис
- Сабрина Роза — жена «Галинхи»
- Эдсон Оливейра — Барбантиньо
- Уэйн Легетт — Туро
- Маркос Палмейра
- Андрея Орта — адвокат, профессиональная шантажистка